# Leslie Dewan
Leslie Dewan (Newton (Massachusetts), 27 november 1984) is een Amerikaans ondernemer, wetenschapper en lid van de raad van bestuur van het Massachusetts Institute of Technology (MIT). Dewan behaalde de Bachelor of Science graad in Werktuigbouwkunde en Nucleair engineering aan het MIT. In 2013 behaalde ze ook haar doctoraat voor Nucleair engineering. Dewan is op uitnodiging van het World Economic Forum ook lid van de Young Global Leaders. Leslie Dewan werd in 2012 door Forbes gezien als een van de "30 Under 30" op het gebied van energie, in 2013 door Time als een van de "30 People Under 30 Changing the World". In hetzelfde jaar door MIT Technology Review als een van de "35 Innovators Under 35" en in 2015 door National Geographic Society als een van de "2015 Emerging Explorers"

## Waste Annihilating Molten Salt Reactor
Terwijl ze nog bezig was met haar doctoraat, richtte Leslie Dewan samen met haar medestudent Mark Massie de start-up Transatomic Power op. Het doel van de start-up is het ontwikkelen van een gesmoltenzoutreactor genaamd Waste Annihilating Molten Salt Reactor (WAMSR). Deze reactor zou zijn energie halen uit kernbrandstof die voor een reguliere reactor niet langer geschikt is en normaal gesproken wordt gezien als kernafval. Hierdoor zou de reactor in een jaar een ton radioactief afval kunnen verbruiken, waarna daar nog slechts 4 kilo van overblijft. Later onderzoek wees echter uit dat er fouten zaten in de berekeningen. Het gebruik van kernafval als brandstof voor de reactor blijkt niet mogelijk en ook produceert de reactor niet zoveel energie als aanvankelijk verwacht. In het ontwerp bevindt zich een groot opslagvat onder de reactor. Bij stroomuitval zal een stop in de bodem van de reactor, gevormd van zout, smelten. De vloeibare inhoud van de reactor zal in het opslagvat stromen waardoor de kernreactie stopt en een kernsmelting wordt voorkomen.